# Live at the Marquee 1969 (King Crimson)
Live at the Marquee 1969 was het eerste in een reeks livealbums van de Britse groep King Crimson. 
King Crimson had voordat zij hun eerste album In the Court of the Crimson King uitbrachten al een paar keer opgetreden in de befaamde Marquee Club te Londen. In de zomer van 1969 traden zij daar bijna alle zondagen daarop. Het aantal bezoekers was ongeveer 500 per concert. De opnamen dateren van verschillende dagen. 
Op de cd staat een aantal composities die niet op reguliere albums terecht zijn gekomen.

## Musici
De bezetting op het albums is bijna gelijk aan die van hun debuutalbum:
- Robert Fripp – gitaar
- Ian McDonald – blaasinstrumenten, toetsen, Mellotron en zang
- Greg Lake – basgitaar en leadzang
- Michael Giles – drums, percussie en zang
- Peter Sinfield verzorgde de lichtshow

## Composities
1. 21st Century Schizoid Man
2. Drop In (*)
3. I Talk to the Wind
4. Epitaph
5. Travel Weary Capricorn (*)
6. Improv (*)
7. Mars (*)
8. Trees (*)

## Trivia
- Het album is alleen te verkrijgen via de website van King Crimson en inmiddels ook in een verzamelbox van live-optreden, samengesteld uit de gehele serie.
- De met een (*) gemerkte titels komen niet voor op reguliere albums van KC.
- Mars is een bewerking van het deel Mars uit de The Planets van Gustav Holst.
- Improv is een afkorting van improvisatie; dat men nog aan het begin stond is duidelijk te horen, in het nummer zijn fragmenten van 21st Century Schizoid Man te horen.
- Trees is opgenomen in Croydon, Fairfield Hall op 17 oktober 1969; deze hal was toen zeer in trek bij de musici; ook Caravan en Gong hebben er opgetreden.

Jaren 60: mei, juni 1969; Marquee Londen · 5 juli 1969; Hyde Park Londen · 21/22 november 1969; San Francisco
Jaren 70: 11 mei 1971; Plymouth · 10 augustus 1971; Marquee Londen · 16 oktober 1971; Brighton · 13 december 1971; Detroit · 26 februari 1972: Jacksonville · 27 februari 1972;Orlando · 12 maart 1972; Denver radio · 13 maart 1972; Denver live · 27 maart 1972; Boston · 13 oktober 1972; Frankfurt am Main · 17 oktober 1972; Bremen · 13 november 1972; Guildford · 15 november 1973; Zürich · 29 maart 1974; Heidelberg · 30 maart 1974; Mainz · 1 april 1974: Kassel · 24 juni 1974, Toronto· 1 juli 1974, New York
Jaren 80: 30 april 1981; Bath · 30 juli 1982; Philadelphia · 2 augustus 1982; New York · 13 augustus 1982; Berkeley · 25 augustus 1982; Cap D’Agde · 29 september 1982; München · 17-30 januari 1983; studiowerk · mei-november 1983
Jaren 90: VROOOM sessies;april/mei 1994; studio · 1 juli 1995; Wiltern · 20-25 november 1995; Broadway · 29 november 1995; Chicago · 26 augustus 1996; 2e maal Philadelphia · mei 1997; Nashville studio · 1-4 december 1997 (P1) · 4 juni 1998; Chicago (P2) · 1 juli 1998; Northampton (P2) · 1 november 1998; San Francisco (P4) · 25 maart 1999; Austin (P3)
Jaren vanaf 2000: 11 juni 2000; Warschau · 9/10 november 2001; Nashville live · 3 maart 2003: Alexandria (P3) · april 2003 · najaar 2003; Japan · 20 juni 2003; Milaan · 16 november 2003; New Haven ·  28 juni 2017; Chicago